# هوفو، یاماگوچی
هوفو در استان یاماگوچی در کشور ژاپن واقع شده‌است که دارای جمعیت ۱۱۶٬۳۹۳ نفر و مساحت ۱۸۸٫۵۹ کیلومتر مربع با تراکم جمعیت ۶۱۷ نفر در کیلومترمربع است و در تاریخ ۲۵ اوت ۱۹۳۶ به عنوان شهر شناخته شد.